# Morton H. Bernath
Morton Heinrich Bernath (* 25. November 1886 in Belenves, Österreich-Ungarn; † 27. Juli 1965 in Mexiko-Stadt) war ein deutscher Kunsthistoriker und Kunsthändler.

## Leben
Morton Bernath stammte aus einer deutsch-rumänisch-ungarischen Familie und lebte einige Zeit in New York. Er publizierte ab 1909 kunsthistorische Aufsätze. Ab 1911 war er für die Bände 5 bis 7 des Allgemeinen Lexikon der Bildenden Künstler von der Antike bis zur Gegenwart Mitarbeiter der Redaktion in Leipzig und verfasste für die Bände 5–8, 10, 18–19 biografische Beiträge. 1912 wurde er an der Universität Freiburg (Schweiz) promoviert. 1913 bis 1915 gab er mit Detlev von Hadeln und Hermann Voss im Verlag E. A. Seemann das kurzlebige „Archiv für Kulturgeschichte“ heraus.
1917 war er Abteilungsleiter am Museum und Institut zur Kunde des Auslandsdeutschtums in Stuttgart
Nach der Novemberrevolution 1918 führte er in Stuttgart einen kurzlebigen „Rat geistiger Arbeiter“. Mitte April 1919 bis Mitte Februar 1920 war er Leiter der Presseabteilung des Württembergischen Staatsministeriums in Stuttgart, war von dieser Tätigkeit aber völlig überfordert.
Seit 1926 war er Besitzer des Antiquitätengeschäftes im Prinzenbau („Antiquitätenhaus Prinzenbau“) am Schlossplatz in Stuttgart. Beim Boykott jüdischer Geschäfte am 1. April 1933 wurde sein Geschäft mit roten Aufklebern „Jude“ versehen, die Räume wurden ihm am nächsten Tag gekündigt, zum 29. April 1933 musste er sein Geschäft schließen und sein Warenlager unter Wert verkaufen. Danach arbeitete er für das amerikanische Generalkonsulat in Stuttgart.
Er emigrierte 1939 mit seiner Frau zunächst in die Schweiz, dann 1942 nach Mexiko, wo er mit Otto Pössenbacher ein Antiquariat eröffnete und bis 1965 betrieb.
Verheiratet war er mit Sonja Dümmler (1889–1961), die aus der Verlegerfamilie Dümmler stammte, und mit der er drei Kinder hatte.

## Veröffentlichungen (Auswahl)
- Studien über die Miniaturhandschriften der Leipziger Stadtbibliothek I. Noske, Borna/Leipzig 1912 (= Dissertation Universität Freiburg (Schweiz) 1912; ohne Lebenslauf).
- New York und Boston (= Berühmte Kunststätten 58). E. A. Seemann, Leipzig 1912 (Digitalisat).
- Malerei des Mittelalters. Kröner, Leipzig 1916.
- Siebenbürgisch-sächsische Volkskunst. In: Heimat und Welt. Bd. 6, 1916, S. 338–341.
- Das Deutsche Auslandsmuseum und -Institut in Stuttgart. In: Museumskunde. Zeitschrift für Verwaltung und Technik öffentlicher und privater Sammlungen. Bd. 14, 1919, S. 38–39.